# Carlo Chiappano
Carlo Chiappano est un coureur cycliste italien, né le 16 mars 1941 à Varzi, mort le 7 juillet 1982 à Casei Gerola.

## Palmarès
- 1963
  - 2e de Milan-Turin
- 1965
  - 2e du Grand Prix Cemab à Mirandola
- 1966
  - 2e étape du Tour de Suisse
  - 2e du Tour de Suisse
- 1969
  - Classement général de Tirreno-Adriatico
  - 10e étape du Tour d'Italie
- 1972
  - 2e du Tour des Marches

## Résultats sur les grands tours

### Tour de France
3 participations
- 1967 : hors délais (8e étape)
- 1968 : 25e
- 1970 : abandon (6e étape)

### Tour d'Italie
10 participations
- 1963 : abandon
- 1964 : 19e
- 1965 : 37e,  maillot rose pendant un jour
- 1966 : 31e
- 1967 : 49e
- 1968 : 66e
- 1969 : 32e, vainqueur de la 10e étape
- 1970 : 40e
- 1971 : 40e
- 1972 : abandon